# Green Gables
Green Gables es una granja del siglo XIX y un hito literario en Cavendish, en la provincia de Isla del Príncipe Eduardo (Canadá). Green Gables sirvió de escenario para las novelas de  Anne of Green Gables de Lucy Maud Montgomery. Green Gables es un edificio histórico federal reconocido por el gobierno de Canadá y está situado en el sitio histórico nacional Cavendish de Canadá de LM Montgomery. El Sitio Histórico Nacional en sí está situado en el Parque Nacional de la Isla del Príncipe Eduardo.
El edificio fue construido inicialmente por la familia MacNeil durante la década de 1830, parientes de Montgomery que nació cerca de la granja. El interés por la propiedad Green Gables creció en las décadas posteriores a las novelas de Montgomery publicara sus novelas; lo que llevó a que el gobierno de Canadá la comprara en 1936. Inicialmente la operó como una casa histórica que representaba la vida agrícola del siglo XIX, pero en los años 1970 se restauró para que se parezca a la descripciòn de las novelas . Desde 1985, es un Sitio Histórico Nacional.

## Historia
Green Gables fue inicialmente propiedad de la familia MacNeil, parientes de Lucy Maud Montgomery, la autora de Anne of Green Gables. El edificio fue construido inicialmente por la familia durante la década de 1830 y se amplió en los años 1870 y en 1921; la última expansión resulta en la actual forma de L del edificio.
En 1908, Montgomery publicó Anne of Green Gables, con Green Gables sirviendo como hogar para el personaje principal Anne Shirley. El interés en el hogar creció después de la publicación y el lanzamiento de una película basada en las novelas en 1934. Con Green Gables vacante durante la década de 1930, el gobierno de Canadá compró la propiedad en 1936; como parte de un esfuerzo mayor para desarrollar el Parque Nacional de la Isla del Príncipe Eduardo. En 1938 se hicieron planes para convertirla en una casa club para el campo de golf adyacente, pero se abandonaron tras una reacción pública adversa. Después de la muerte de Montgomery en 1942, su cuerpo fue transportado de Ontario a la Isla del Príncipe Eduardo, con una ceremonia fúnebre celebrada en Green Gables.

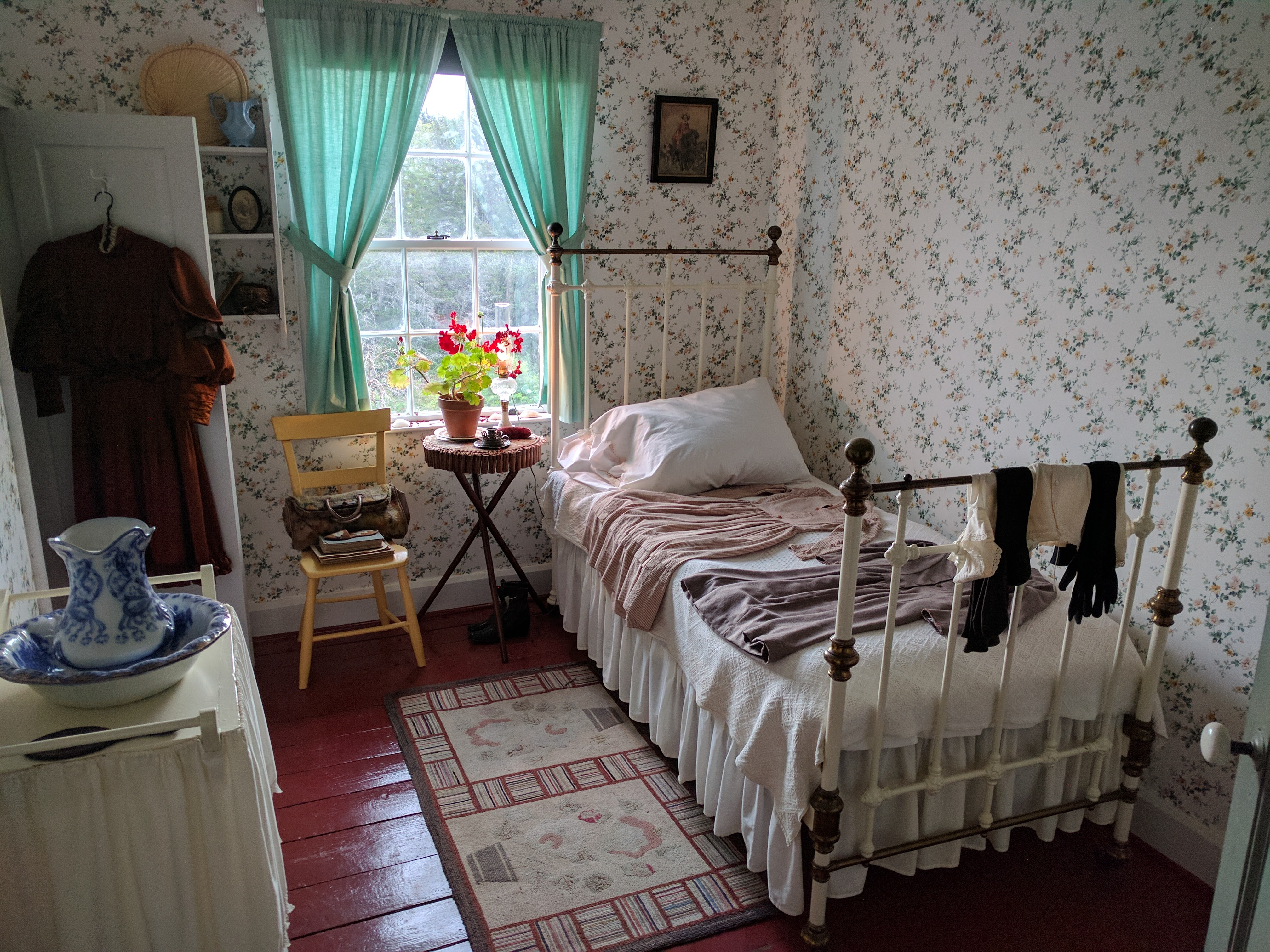
"Anne's Room" es una de las varias habitaciones de una casa de campo diseñadas para parecerse al escenario de las novelas de Montgomery.

Durante la década de 1950, la casa fue amueblada con muebles apropiados para la época y se usó como casa histórica. Durante la década de 1970, el edificio fue renovado y remodelado para parecerse a las Green Gables como se muestra en las novelas de Montgomery. En la misma década, se amplió nuevamente; antes de que se sometiera a importantes restauraciones en 1985, después de que Parques de Canadá decidiera cambiar el mobiliario de la casa para reflejar cómo se representaba Green Gables en las novelas de Montgomery.
El 10 de julio de 1985, Green Gables fue designado oficialmente como Edificio de Patrimonio Federal como un ejemplo de la arquitectura del siglo XIX en la provincia y por la importancia de la casa para la comunidad literaria. La propiedad más grande, incluidas las ruinas de la granja de Montgomery, fueron designadas como Sitio Histórico Nacional Cavendish de Canadá de LM Montgomery en 2004.
En 2017, el gobierno dio a conocer un 9,5 millones de dólares para restaurar el edificio Green Gables, además de construir un nuevo centro interpretativo. El 29 de agosto de 2020, se abrió al público un centro de interpretación construido al norte de la granja Green Gables; con Hisako, Princesa Takamado, que asistió a la gran inauguración del centro interpretativo. El 1 de diciembre de 2020, Green Gables recibió el elogio del Ministro de Asuntos Exteriores de Japón por sus contribuciones a la promoción del entendimiento mutuo entre Canadá y Japón.

## Propiedad

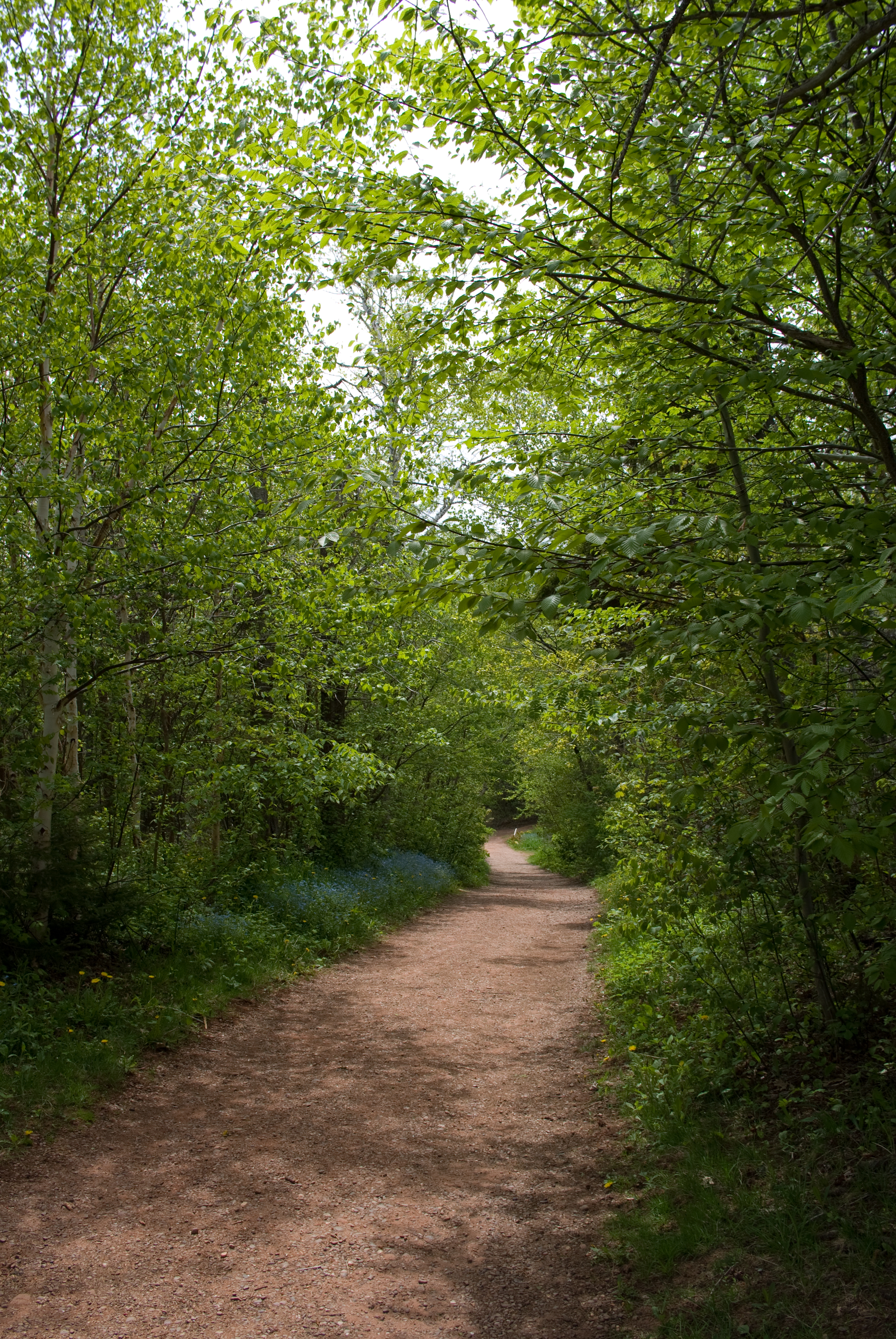
Lovers 'Lane es uno de los varios senderos situados en la propiedad que rodea Green Gables

Green Gables está situado en el sitio histórico nacional Cavendish de Canadá de LM Montgomery, una gran propiedad que también incluye la granja de Montgomery, espacios verdes que sirvieron de inspiración para la novela de Montgomery y varios senderos que incluyen Haunted Woods, Lovers 'Lane y Balsam Hollow. La propiedad más grande fue designada como Sitio Histórico Nacional de Canadá el 12 de octubre de 2004. La propiedad en sí está situada dentro del Parque Nacional de la Isla del Príncipe Eduardo.

El Sitio Histórico Nacional se divide en gran parte en dos áreas, la casa de Montgomery y Green Gables. El primero sirvió como hogar para la autora de Anne of Green Gables y consiste en las ruinas de su hogar y otros edificios agrícolas de finales del siglo XIX. Green Gables está situado al oeste de la casa de Montgomery; y las tierras que rodean Green Gables también incluyen una escuela histórica, edificios agrícolas y senderos. En 2019, un centro de interpretación construido al norte de Green Gables se abrió al público y alberga exposiciones sobre Montgomery y sus novelas, en particular Anne of Green Gables. Diseñado por Root Architecture, el centro incluye espacios de exhibición, tienda de regalos y oficinas.El centro interpretativo rodea un patio.En todo el centro interpretativo se utilizan paneles y marcos de madera.

### Green Gables

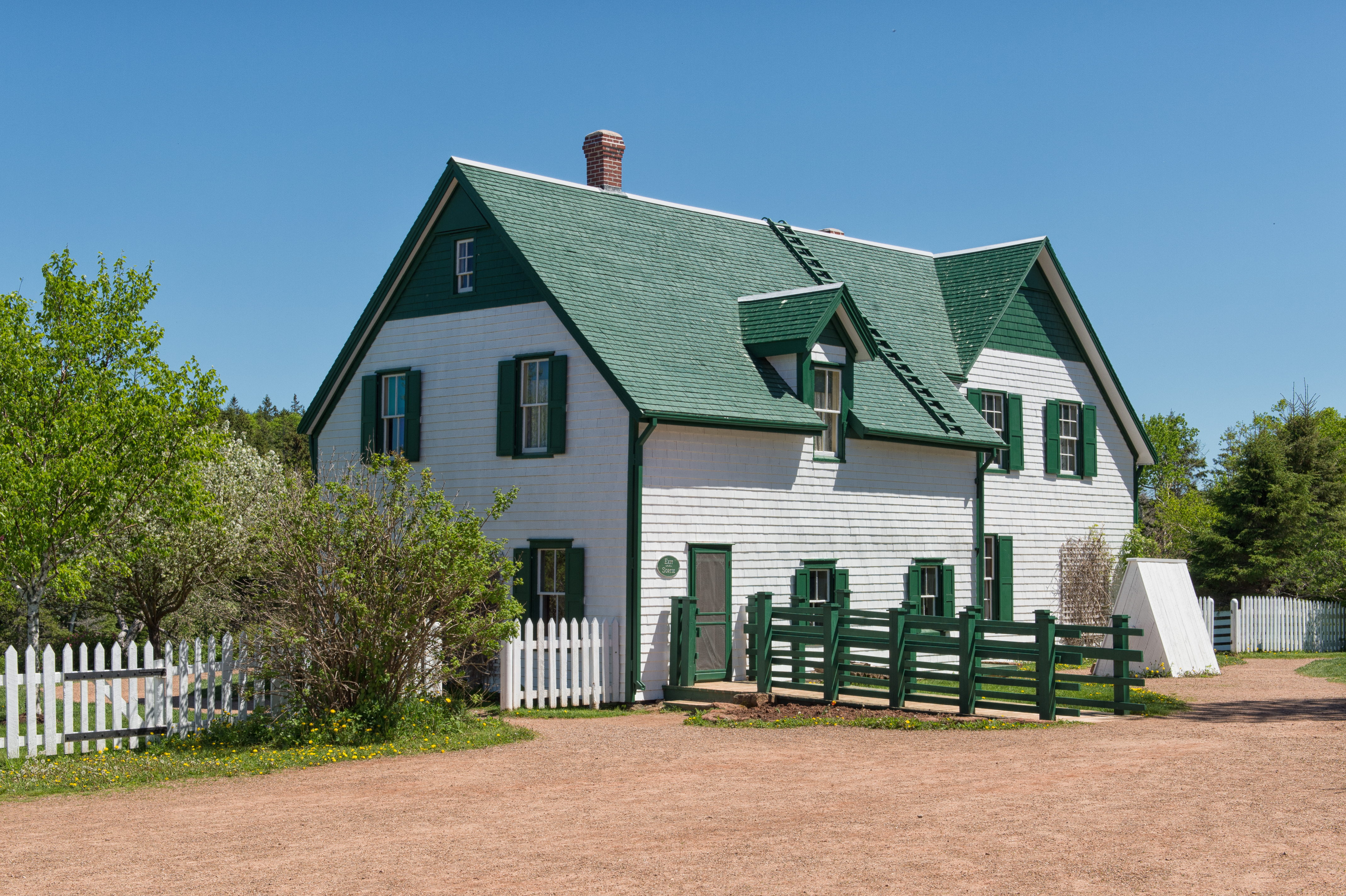
Las planchas pintadas de blanco se utilizan en todo el edificio. El verde el único otro color importante usado en el exterior del edificio.

Green Gables es una casa de 1 1⁄2 pisos revestida con tejas pintadas de blanco en todas partes; siendo el único otro color presente en el edificio el tejado a dos aguas verdes y sus contraventanas. El frontón verde y las contraventanas se pintaron en el edificio poco después de que el gobierno federal lo comprara en 1936, en un esfuerzo por hacer que el edificio fuera más "adecuado" para su inauguración. Hay seis ventanas en los dos pisos del edificio, cada una con persianas. La casa de 223 m² incluye cinco habitaciones, comedor, sala de costura y salón. Aunque se utiliza madera en toda la casa, las chimeneas del edificio están hechas de ladrillo.